# Full Moon, Dirty Hearts
Full Moon, Dirty Hearts — девятый студийный альбом австралийской рок-группы INXS, вышедший 3 ноября 1993 года.

## Об альбоме
Альбом был записан вскоре после выхода Welcome to Wherever You Are в ноябре 1992 года. Запись проходила на острове Капри, Италия и была завершена в феврале 1993 года. INXS исполняли несколько новых композиций в их туре Get Out of The House, проходившего весной-летом 1993 года. Микширование Full Moon, Dirty Hearts было завершено в июле.
В качестве специальных гостей на альбоме присутствуют Рей Чарльз («Please (You Got That…)») и вокалистка The Pretenders Крисси Хайнд («Full Moon, Dirty Hearts»). Первоначально Рею было предложено исполнить «Make Your Peace»; однако из-за концертных обязательств обех сторон вокальная сессия была назначена лишь в октябре 1993 года, за месяц до выхода альбома. В последний момент Рей Чарльз решил, что его манера исполнения не подходит к этой песне и исполнил вместе с группой «Please (You Got That…)», более подходящую его вокальному диапазону.
Японское издание альбома содержит дополнительную композицию — кавер-версию Steppenwolf «Born to Be Wild», записанную в апреле 1993 года специально для Virgin Radio.
Тур INXS «Get Out of the House» 1993 года намеренно избегал стадионов; группа отдавала предпочтение небольшим площадкам и городам. О предстоящем концерте становилось известно лишь за 2 недели в черте города, причём заказ билетов по телефону был невозможен. Тур получил несколько восторженных отзывов, но не все члены группы были в восторге от выбранной стратегии:.

«Выступления были приятными и вдохновляющими, но в то же время я не считал, что INXS принадлежат малым сценам. Тур, пожалуй, лучше всего прошёл в Великобритании, где мы играли в университетах и театрах».— Тим Фаррисс

## Отзывы критиков
Несмотря на положительные отзывы на распроданный тур по Великобритании Get Out of The House 1993 года (INXS в то время осваивали сырое, гранжевое звучание), Full Moon, Dirty Hearts получил смешанную реакцию. Выход альбома отметился крутым спадом продаж (Аргентина — платина; Австралия и Великобритания — золото) и выходом всего двух синглов: «The Gift» (11-е место) и «Please (You Got That…)».

## Список композиций
Все композиции написаны Эндрю Фариссом и Майклом Хатчинсом, кроме отмеченных
1. «Days of Rust» — 3:09
2. «The Gift» (Джон Фарисс, Майкл Хатчинс) — 4:04
3. «Make Your Peace» — 2:41
4. «Time» (Д.Фарисс, Хатчинс) — 2:52
5. «I’m Only Looking» — 3:31
6. «Please (You Got That…)» (при участии Рея Чарльза) — 3:02
7. «Full Moon, Dirty Hearts» (при участии Крисси Хайнд) — 3:10
8. «Freedom Deep» — 3:59
9. «Kill the Pain» — 2:57
10. «Cut Your Roses Down» — 3:28
11. «The Messenger» — 3:28
12. «Viking Juice» — 3:12
13. «Born to Be Wild» (бонус японского издания) (Марс Бонфайр) — 3:48

## Участники записи
- Майкл Хатчинс — вокал
- Кирк Пенгилли — гитара, саксофон, бэк-вокал
- Тим Фаррисс — соло-гитара
- Эндрю Фаррисс[англ.] — гитара, клавишные
- Гарри Гэри Бирс — бас-гитара
- Джон Фаррисс[англ.] — ударные, клавишные
- Чарли Масселуайт — губная гармоника

## Дополнительные факты
- В мае 1994 года INXS исполнили «Freedom Deep» на фестивале The Great Music Experience[9] (проходившем в древнем буддистском храме Тодай-дзи на горе Нара, Япония) под аккомпанемент традиционных японских инструментов[10].